# Rhyacophila palmeni
Rhyacophila palmeni är en nattsländeart som beskrevs av Mclachlan 1879. Rhyacophila palmeni ingår i släktet Rhyacophila och familjen rovnattsländor. Inga underarter finns listade i Catalogue of Life.